# 开普勒11g
开普勒11g（英语：Kepler-11g）是一颗系外行星，由美国宇航局的开普勒太空望远镜在类日恒星开普勒11的轨道上发现，该望远镜的任务是寻找类地行星。它是该恒星六颗行星中最外层的一颗。这颗行星的轨道距离几乎是地球与太阳之间平均距离的一半。它每118天绕行一圈，使其与恒星的距离比系统内部的另五颗行星还要远。它的半径估计略高于地球的三倍，与海王星的大小相当。因开普勒11g与内行星的距离，它的确认比其它内行星更困难，科学家们必须努力反驳所有合理的替代方案才能确认开普勒11g的存在。这颗行星以及其他开普勒11行星的发现于2011年2月2日公布。根据NASA的说法，开普勒11行星构成了迄今为止发现的最平坦、最紧凑的系统。

## 名称和发现
开普勒11最初被称为KOI-157，当时NASA的开普勒望远镜标记了这颗恒星可能发生的凌日事件。从地球上看，当该行星经过其恒星前方时，测量到该恒星的亮度会出现微小且大致周期性的下降。由于开普勒11g和它的五颗姐妹行星同时被发现和公布，因此这些行星按照与主星距离进行字母顺序排列，以字母b开头。开普勒11g是六颗中最远的，因此被命名为“g”。
开普勒团队的科学家进行了后续观测，以确认检测到的物体的行星性质。为此，他们使用了夏威夷凯克天文台的凯克1望远镜。加利福尼亚州的肖恩和海尔望远镜；亚利桑那州的WIYN（包括MMT）和惠普尔天文台的望远镜；加那利群岛的北欧光学望远镜；德克萨斯州的霍比-埃伯利和哈伦·J·史密斯望远镜；和NASA的斯皮策太空望远镜。由于开普勒11g围绕其恒星运行的距离比内部五颗行星的距离远得多，因此观察到的凌日次数较少，并且径向速度（多普勒效应的观察）相互作用无法轻易辨别。与发现开普勒9d一样，开普勒团队通过多个模型运行了这些信息，以查看开普勒11g的光变曲线是否符合其他物体的轮廓，包括背景中可能污染了数据的食双星。开普勒11g不是行星而是误报的概率被确定为0.18%，有效地证实了它的存在。
2011年2月2日，NASA在新闻发布会上宣布了开普勒11g及其五颗姐妹行星。一天后，研究结果发表在《自然》杂志上。

## 主星

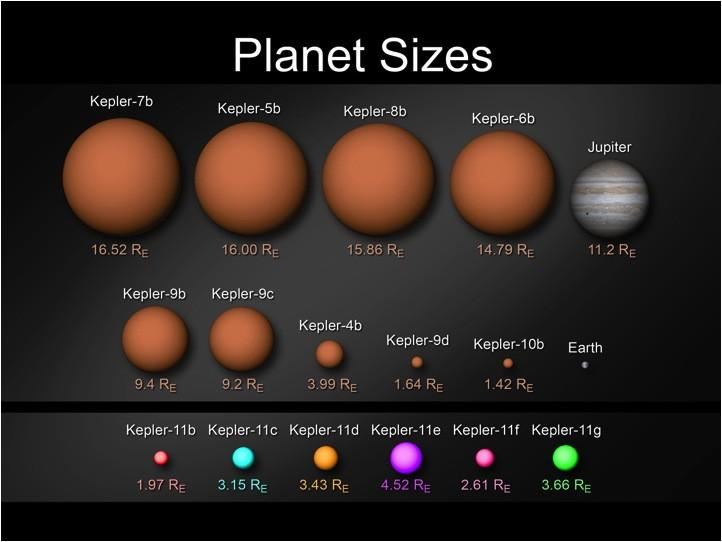
开普勒行星与地球、木星和之前开普勒发现的比较。开普勒11g在右下角呈绿色。

开普勒11是天鹅座中的一颗G型恒星。它距离我们大约659秒差距。开普勒11的视星等为14.2，因此肉眼无法看到。

## 性质
开普勒11g是六颗行星中的最后一颗，其质量估计最多是地球的25倍。它的确切质量无法通过凌日观测来确定，因为开普勒11的五颗内行星的引力相互作用可以被用来确定它们的质量，然而开普勒11g相对较大的距离使其无法影响其他五颗行星或受到其他五颗行星的影响。因此，只能对质量设定一个上限，这是基于这样一个事实：如果质量超过这个上限，就会观察到对其他行星的引力效应。尽管如此，通过形成和演化计算，对开普勒11g的质量施加了更严格的限制，最终表明该行星的质量并不比大约7倍地球质量大多少.
经测量，它的半径是地球半径的3.33倍，略小于海王星的半径。根据形成模型，该行星有一个由轻元素组成的气态包层，约占其质量的10%。开普勒11g的估计表面平衡温度为400K，是地球平衡温度的1.5倍以上。开普勒11g每118.37774天绕开普勒11运行一次（是开普勒11的第五颗行星开普勒11f的2.5倍），距离为0.462天文单位，几乎是地球绕太阳运行距离的一半。其偏心率未知。相比之下，水星每87.97天绕太阳公转一周，距离为0.387个天文单位。开普勒11g的轨道倾角为89.8°，看起来几乎与地球平行。
| 温度比较        | 金星                | 地球                 | 开普勒11g             | 火星                  |
| 全球平衡温度    | 307 K 34 °C 93 °F   | 255 K −18 °C −0.4 °F | 400 K 127 °C 260.6 °F | 206 K −67 °C −88.6 °F |
| +金星的温室效应 | 737 K 464 °C 867 °F |                      |                       |                       |
| +地球的温室效应 |                     | 288 K 15 °C 59 °F    |                       |                       |
| +火星的温室效应 |                     |                      |                       | 210 K −63 °C −81 °F   |
| 潮汐锁定        | 几乎                | 否                   | 未知                  | 否                    |
| 全球球面反照率  | 0.9                 | 0.29                 | 未知                  | 0.25                  |
| 参考资料        |                     |                      |                       |                       |